# Olympische Sommerspiele 2012/Leichtathletik – Marathon (Frauen)

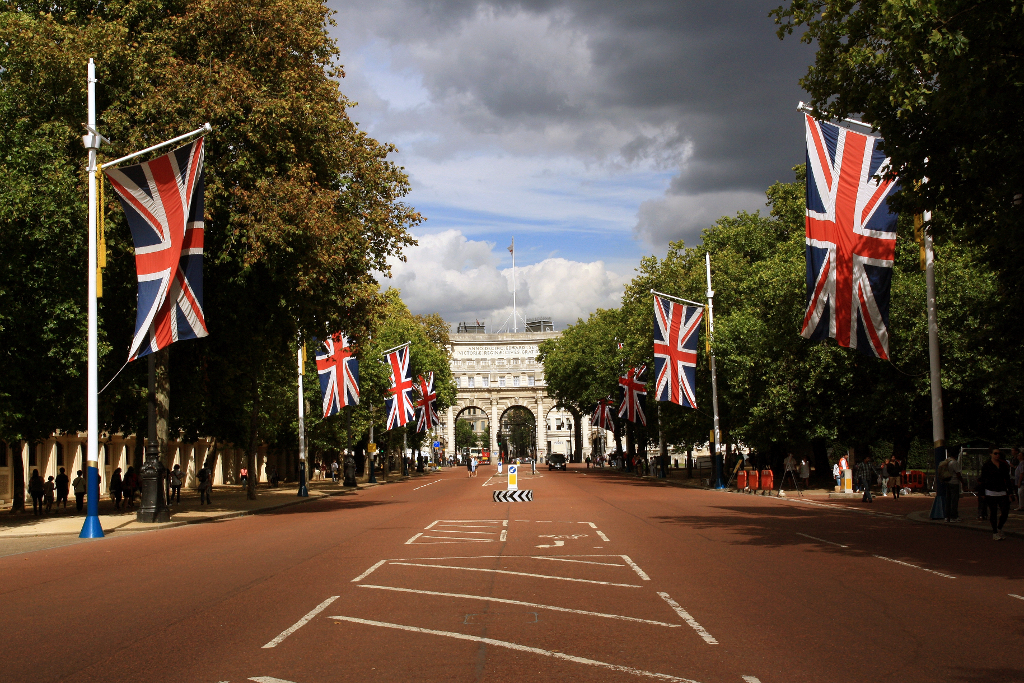
The Mall mit Blick auf den Buckingham Palace im Jahr 2011

Der Marathonlauf der Frauen bei den Olympischen Spielen 2012 in London wurde am 5. August 2012 auf einem Kurs in der Innenstadt von London ausgetragen. 118 Athletinnen nahmen teil, von denen 107 das Ziel erreichten.
Olympiasiegerin wurde die Äthiopierin Tiki Gelana. Die Kenianerin Priscah Jeptoo gewann die Silbermedaille, Bronze errang die Russin Tatjana Petrowa.
Für Deutschland starteten Susanne Hahn und Irina Mikitenko. Hahn erreichte das Ziel auf Platz 32, Mikitenko auf Platz vierzehn.

Die Schweizerin Maja Neuenschwander belegte Rang 53, die Österreicherin Andrea Mayr Rang 54.

Athletinnen aus Liechtenstein nahmen nicht teil.

## Aktuelle Titelträgerinnen
| Olympiasiegerin                       | Constantina Diță-Tomescu ( Rumänien)       | 2:26:44 h                                  | Peking 2008       |
| Weltmeisterin                         | Edna Kiplagat ( Kenia)                     | 2:28:43 h                                  | Daegu 2011        |
| Europameisterin                       | Anna Incerti ( Italien)                    | 2:32:48 h                                  | Barcelona 2010    |
| Zentralamerika- und Karibik-Meisterin | Michelle Coira ( Puerto Rico)              | 1:21:07 h – Halbmarathon                   | Mayagüez 2011     |
| Südamerika-Meisterin                  | Wettbewerb nicht im Meisterschaftsprogramm | Wettbewerb nicht im Meisterschaftsprogramm | Buenos Aires 2011 |
| Asienmeisterin                        | Noriko Higuchi ( Japan)                    | 2:44:10 h                                  | Pattaya 2011      |
| Afrikameisterin                       | Wettbewerb nicht im Meisterschaftsprogramm | Wettbewerb nicht im Meisterschaftsprogramm | Porto-Novo 2012   |
| Ozeanienmeisterin                     | Sally Gibbs ( Neuseeland)                  | 2:41:15 h                                  | Gold Coast 2012   |

## Rekorde

### Bestehende Rekorde
| Weltrekord         | Paula Radcliffe ( Großbritannien) | 2:15:25 h | London, Großbritannien | 13. April 2003     |
| Olympischer Rekord | Naoko Takahashi ( Japan)          | 2:23:14 h | OS Sydney, Australien  | 24. September 2000 |

### Rekordverbesserungen
Im Rennen am 17. August wurde der bestehende olympische Rekord verbessert und außerdem gab es sieben Landesrekorde.
- Olympischer Rekord:
  - 2:23:07 h – Tiki Gelana, Äthiopien
- Landesrekorde:
  - 2:26:09 h – Helalia Johannes, Namibia
  - 2:26:13 h – Marisa Barros, Portugal
  - 2:28:54 h – Inés Melchor, Peru
  - 2:30:13 h – Diane Nukuri, Burundi
  - 2:33:33 h – Erika Abril, Kolumbien
  - 2:39:07 h – Slađana Perunović, Montenegro
  - 2:40:13 h – Amira Ben Amor, Tunesien

Anmerkung:
Alle Zeiten in diesem Beitrag sind nach Ortszeit London (UTC±0) angegeben.

## Streckenführung
Start und Ziel des Marathonlaufes befanden sich auf der Straße The Mall in Sichtweite des Buckingham Palace. Zuerst ging es Richtung Nordosten bis zum Trafalgar Square, dann nach rechts bis zum Ufer der Themse. Dort ging es weiter rechts in Richtung Süden entlang der Uferstraße. Am Londoner Wahrzeichen Big Ben bog der Kurs wiederum nach rechts in Richtung Westen ab. Weiter ging es entlang des St. James’ Parks und an dessen Ende in einem Bogen nach Norden. So führte die Strecke am Victoria Memorial wieder auf die Straße The Mall.
Der Weg verlief nun bis zur Themse, dort diesmal nach links Richtung Norden, wo die Strecke in einen Rundkurs von ca. zwölf Kilometern mündete, der drei Mal zu absolvieren war. Der Weg folgte dem Nordufer der Themse bis zur Blackfriars Bridge und bog dann nach links in die Innenstadt ab. Die St Paul’s Cathedral wurde passiert, anschließend das Museum of London. Dann wandte sich der Weg nach Osten und folgte einer kurvenreichen Streckenführung. Es ging vorbei am Mansion House, an der Bank of England und am Leadenhall Market bis zum Tower of London. Hier wendete der Kurs in Richtung Themseufer. Es ging zurück bis zum Big Ben, entlang des St. James’ Parks zum Victoria Memorial und dann zum Start- und Zielpunkt. Nach zwei weiteren Runden endete das Rennen schließlich auf The Mall.
Insgesamt hatten die Athletinnen einen Höhenunterschied von ca. sechzehn Metern zu bewältigen. Start und Ziel lagen auf fünf Metern Höhe, die tiefste Stelle auf ca. 1,5 Metern am Themseufer. Der höchste Punkt von 17,7 Metern wurde bei der St Paul’s Cathedral erreicht.

## Doping
Dieser Wettbewerb wurde von sechs Deopingfällen belastet:
- Die zunächst fünftplatzierte Ukrainerin Tetjana Hamera-Schmyrko wurde vom ukrainischen Leichtathletikverband vom 30. September 2015 bis zum 29. September 2019 wegen Verstoßes gegen die Antidopingregeln gesperrt, ihre vom 26. August 2011 bis zum 30. September 2015 erzielten Resultate wurden ihr aberkannt. Der Weltleichtathletikverband bestätigte diese Sanktionen im Jahr 2015.[2]
- Die zunächst auf Rang 58 platzierte Chinesin Wang Jiali erhielt wegen Manipulationen ihres Biologischen Passes zwischen Mai 2012 und Januar 2013 eine zweijährige Sperre, unter anderem hier in London erzieltes Resultat wurde ihr aberkannt. Für das Jahr 2017 wurde ihr ein zweites Mal Dopingmissbrauch nachgewiesen und sie erhielt eine Sperre für die Dauer von acht Jahren.[3]
- Die Türkin Bahar Doğan rangierte zunächst auf Platz 63. Beginnend mit dem 3. Juni 2011 wurden bei ihr Unregelmäßigkeiten in ihrem Biologischen Pass nachgewiesen. Ihre seitdem bis 2013 erzielten Resultate wurden annulliert und sie erhielt eine Startsperre vom 31. März 2015 bis 30. September 2017.[4]
- Die zunächst auf Platz 89 eingelaufene Türkin Ümmü Kiraz wurde für zwei Jahre und sechs Monate suspendiert, weil ihr der Einsatz einer verbotenen Substanz nachgewiesen wurde. Ihre zwischen 2011 und 2013 erzielten Resultate wurden gestrichen.[5]
- Die Kolumbianerin Yolanda Caballero hatte ihr Rennen vorzeitig beendet. Wegen Irregularitäten in ihrem Biologischen Pass wurden ihre zwischen 2011 und 2015 erzielten Resultate annulliert.[6]
- Die Russin Lilija Schobuchowa, die ihr Rennen vorzeitig beendet hatte, wurde wegen Verstoßes gegen die Antidopingbestimmungen vom russischen Leichtathletikverband für zwei Jahre gesperrt. Alle ihr vom 9. Oktober 2009 bis 2013 erzielten Resultate wurden ihr aberkannt.[7]

## Ausgangslage
Da es für die Läuferinnen nicht wie in anderen Disziplinen möglich ist, in mehreren Marathonläufen einer Saison ihre Leistungsfähigkeit zu zeigen, ist es immer schwierig, für diesen Wettbewerb einen Favoritenkreis auszumachen. Mit sehr guten Aussichten gingen hier in erster Linie die Athletinnen aus Afrika an den Start, die bei den letzten Weltmeisterschaften die bis dahin sehr erfolgreichen Chinesinnen an der Spitze abgelöst hatten. Die kenianische Weltmeisterin Edna Kiplagat, Vizeweltmeisterin Priscah Jeptoo, ebenfalls aus Kenia, gehörten zu den Topläuferinnen. Aber auch die Äthiopierin Aselefech Mergia, WM-Dritte von 2009 und die Chinesin Zhu Xiaolin als jeweils WM-Fünfte von 2009 und 2011 sowie als Olympiavierte von 2008 sollten nicht zu unterschätzen sein.

## Das Rennen

### Resultat
5. August 2012, 11.00 Uhr
| Zwischenzeiten      | Zwischenzeiten | Zwischenzeiten                                                                                    | Zwischenzeiten |
| Zwischenzeit- Marke | Zwischenzeit   | Führende                                                                                          | 5-km-Zeit      |
| ------------------- | -------------- | ------------------------------------------------------------------------------------------------- | -------------- |
| 5 km                | 17:20 min      | Shalane Flanagan mit großer Gruppe                                                                | 17:20 min      |
| 10 km               | 34:46 min      | Valeria Straneo mit großer Gruppe                                                                 | 17:26 min      |
| 15 km               | 52:10 min      | Yoshimi Ozaki mit großer Gruppe                                                                   | 17:24 min      |
| 20 km               | 1:09:26 h00    | Valeria Straneo mit großer Gruppe                                                                 | 17:16 min      |
| 25 km               | 1:26:23 h00    | Keitany mit 6köpfiger Spitzengruppe 5 s vor größerer Verfolgergruppe                              | 16:57 min      |
| 30 km               | 1:42:44 h00    | Keitany mit 5köpfiger Spitzengruppe 9 s vor Flanagan und 11 s vor Augusto                         | 16:21 min      |
| 35 km               | 1:59:29 h00    | Petrowa, Gelana, Keitany, Jeptoo 4 s vor Kiplagat und 27 s vor Flanagan und Dibaba                | 16:45 min      |
| 40 km               | 2:16:10 h00    | Gelana, Jeptoo, Keitany, Petrowa 1:12 min vor Zhu; 1:19 min vor Schmyrko und 1:31 min vor Augusto | 16:41 min      |

## Ergebnis

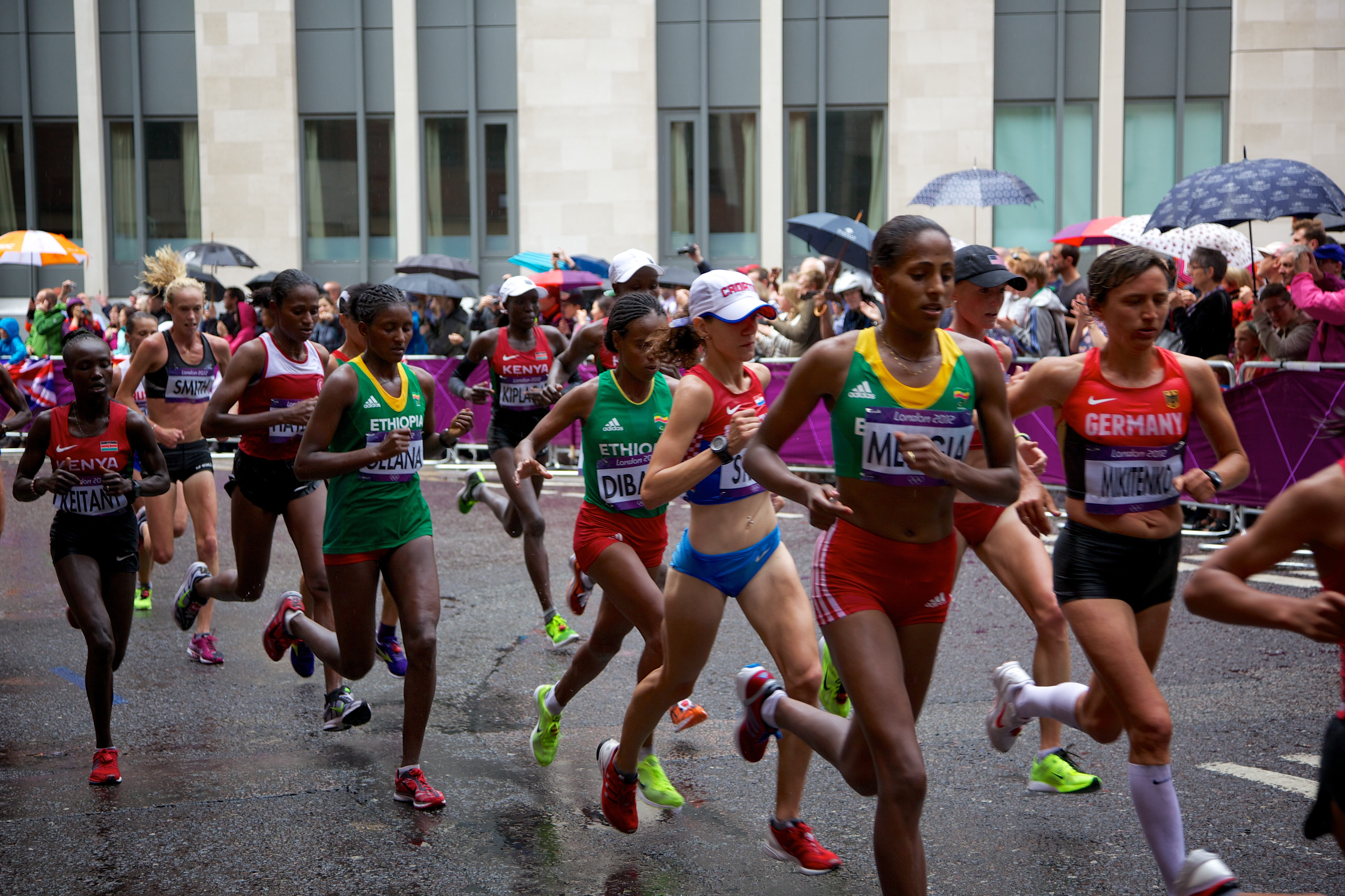
Streckenabschnitt mit einer noch großen Führungsgruppe

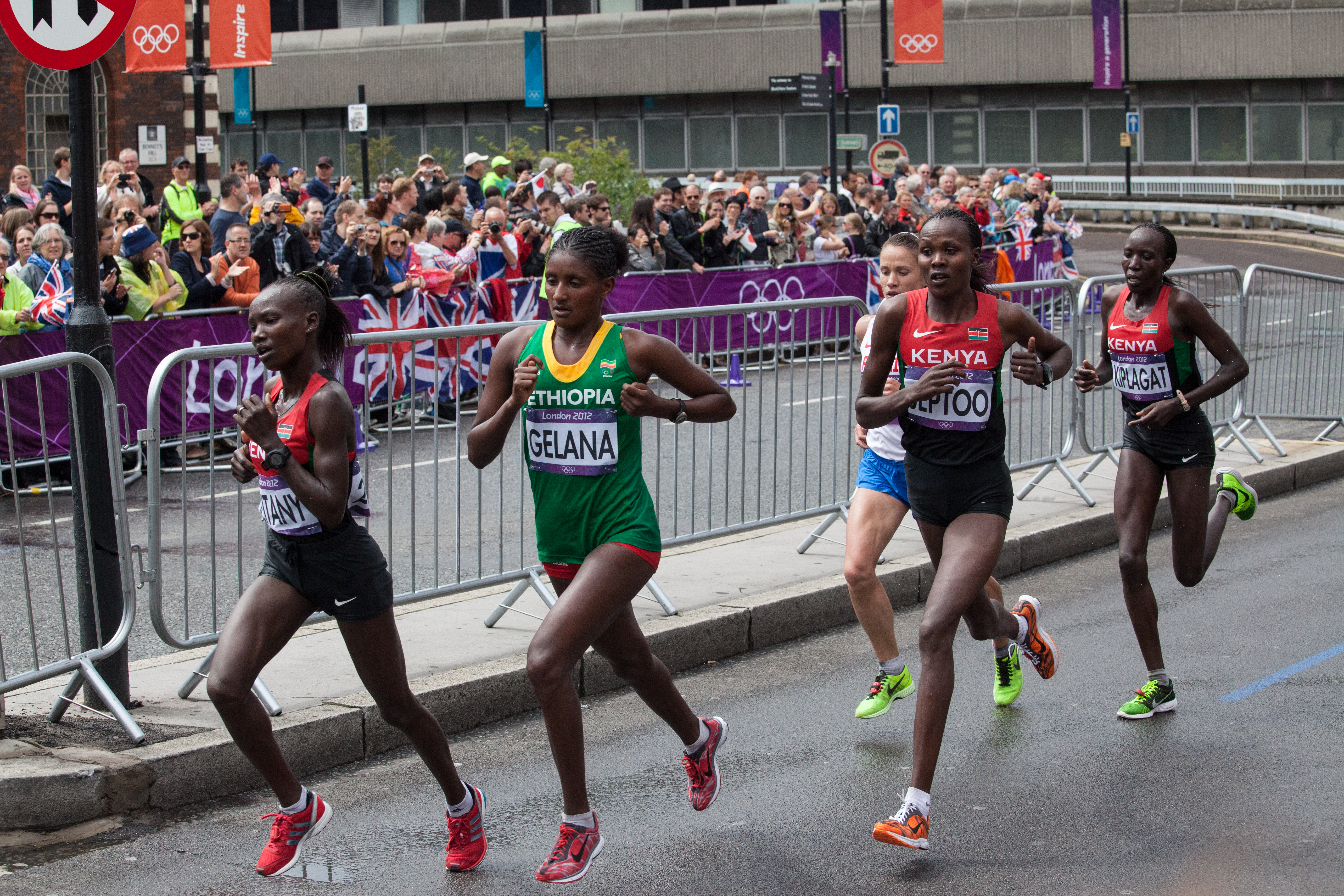
Fünfköpfige Spitzengruppe: Mary Keitany, Tiki Gelana, Priscah Jeptoo, Mare Dibaba und Lornah Kiplagat

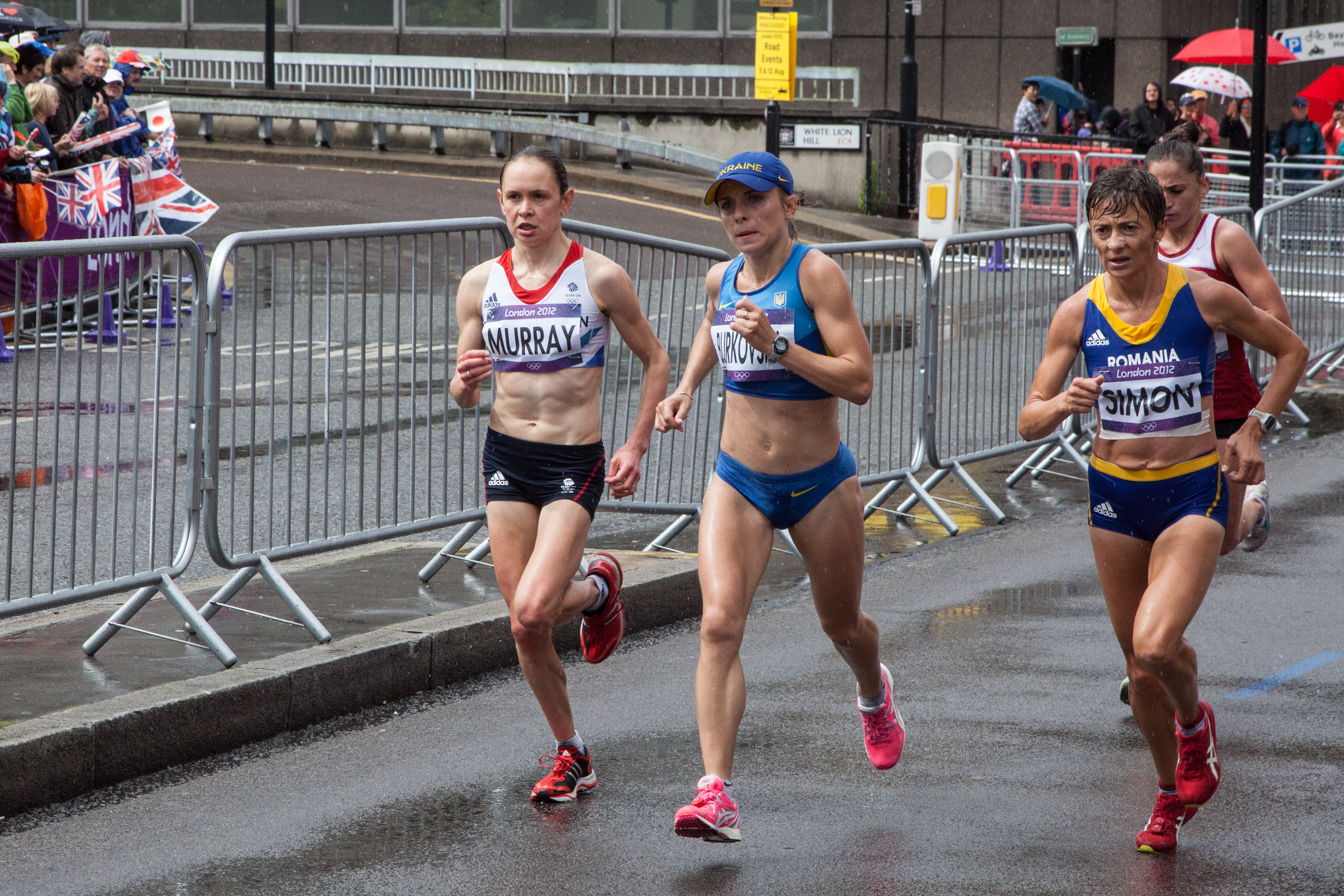
Vierergruppe mit Freya Murray, Olena Burkowska, Lidia Șimon und Beata Naigambo (verdeckt)

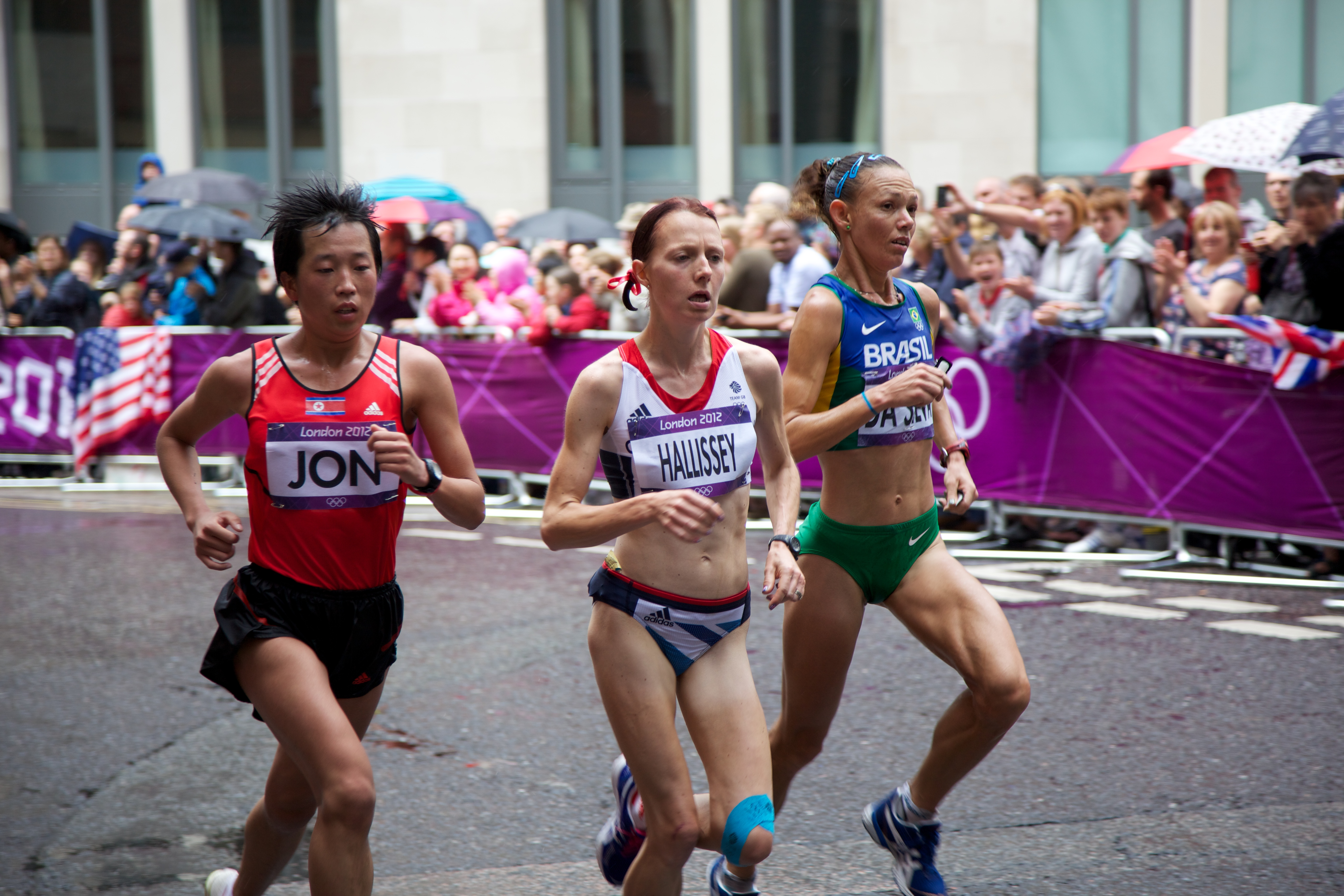
Dreiergruppe mit Jon Kyong-Hui, Claire Hallissey und Adriana Aparecida da Silva

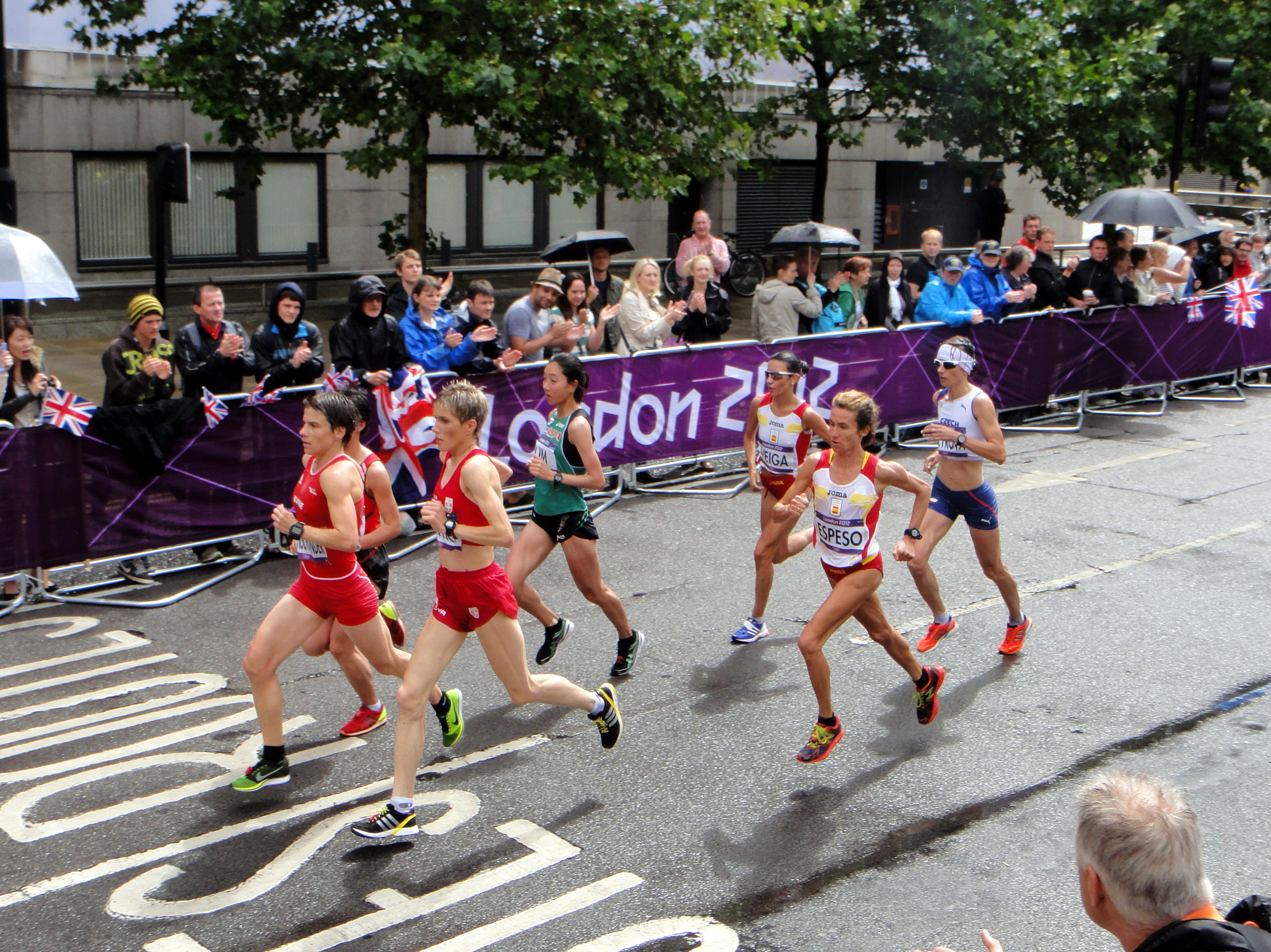
Eine Gruppe mit sieben Läuferinnen im hinteren Feld

| Platz | Name                         | Bild | Nation                  | Zeit (h) | Anmerkung |
| ----- | ---------------------------- | ---- | ----------------------- | -------- | --------- |
| 01    | Tiki Gelana                  |      | Äthiopien               | 2:23:07  | OR        |
| 02    | Priscah Jeptoo               |      | Kenia                   | 2:23:12  |           |
| 03    | Tatjana Petrowa              |      | RUS                     | 2:23:29  |           |
| 04    | Mary Keitany                 |      | Kenia                   | 2:23:56  |           |
| 05    | Zhu Xiaolin                  |      | Volksrepublik China     | 2:24:48  |           |
| 06    | Jéssica Augusto              |      | Portugal                | 2:25:11  |           |
| 07    | Valeria Straneo              |      | Italien                 | 2:25:27  |           |
| 08    | Albina Majorowa              |      | Russland                | 2:25:38  |           |
| 09    | Shalane Flanagan             |      | USA                     | 2:25:51  |           |
| 10    | Kara Goucher                 |      | USA                     | 2:26:07  |           |
| 11    | Helalia Johannes             |      | Namibia                 | 2:26:09  | NR        |
| 12    | Marisa Barros                |      | Portugal                | 2:26:13  | NR        |
| 13    | Irina Mikitenko              |      | Deutschland             | 2:26:44  |           |
| 14    | Kimberley Smith              |      | Neuseeland              | 2:26:59  |           |
| 15    | Ryōko Kizaki                 |      | Japan                   | 2:27:16  |           |
| 16    | Lisa Jane Weightman          |      | Australien              | 2:27:32  |           |
| 17    | Isabellah Andersson          |      | Schweden                | 2:27:36  |           |
| 18    | Yoshimi Ozaki                |      | Japan                   | 2:27:43  |           |
| 19    | Edna Kiplagat                |      | Kenia                   | 2:27:52  |           |
| 10    | Ana Dulce Félix              |      | Portugal                | 2:28:12  |           |
| 21    | Wang Xueqin                  |      | Volksrepublik China     | 2:28:21  |           |
| 22    | Mare Dibaba                  |      | Äthiopien               | 2:28:48  |           |
| 23    | Hilda Kibet                  |      | Niederlande             | 2:28:52  |           |
| 24    | Inés Melchor                 |      | Peru                    | 2:28:54  | NR        |
| 25    | Alessandra Aguilar           |      | Spanien                 | 2:29:19  |           |
| 26    | Rasa Drazdauskaitė           |      | Litauen                 | 2:29:29  |           |
| 27    | Diana Lobačevskė             |      | Litauen                 | 2:29:32  |           |
| 28    | Anna Incerti                 |      | ITA                     | 2:29:38  |           |
| 29    | Rosaria Console              |      | Italien                 | 2:30:09  |           |
| 30    | Diane Nukuri                 |      | Burundi                 | 2:30:13  | NR        |
| 31    | Susanne Hahn                 |      | Deutschland             | 2:30:22  |           |
| 32    | Nastassja Starawojtawa       |      | Belarus                 | 2:30:25  |           |
| 33    | Swjatlana Kouhan             |      | Belarus                 | 2:30:26  |           |
| 34    | René Kalmer                  |      | Südafrika               | 2:30:51  |           |
| 35    | Karolina Jarzyńska           |      | Polen                   | 2:30:57  |           |
| 36    | Souad Aït Salem              |      | Algerien                | 2:31:15  |           |
| 37    | Beata Naigambo               |      | Namibia                 | 2:31:16  |           |
| 38    | Jessica Trengove             |      | Australien              | 2:31:17  |           |
| 39    | Jessica Draskau-Petersson    |      | Dänemark                | 2:31:43  |           |
| 40    | Chung Yun-hee                |      | Südkorea                | 2:31:58  |           |
| 41    | Aselefech Mergia             |      | Äthiopien               | 2:32:03  |           |
| 42    | Gladys Tejeda                |      | Peru                    | 2:32:07  |           |
| 43    | Freya Murray                 |      | Großbritannien          | 2:32:14  |           |
| 44    | Lidia Șimon                  |      | Rumänien                | 2:32:46  |           |
| 45    | Marisol Romero               |      | Mexiko                  | 2:33:08  |           |
| 46    | Adriana Aparecida da Silva   |      | Brasilien               | 2:33:15  |           |
| 47    | Olena Burkowska              |      | Ukraine                 | 2:33:26  |           |
| 48    | Kim Kum-ok                   |      | Nordkorea               | 2:33:30  |           |
| 49    | Karina Pérez                 |      | Mexiko                  | 2:33:30  |           |
| 50    | Erika Abril                  |      | Kolumbien               | 2:33:33  | NR        |
| 51    | Lisa Christina Stublić       |      | Kroatien                | 2:34:03  |           |
| 52    | Maja Neuenschwander          |      | Schweiz                 | 2:34:50  |           |
| 53    | Andrea Mayr                  |      | Österreich              | 2:34:51  |           |
| 54    | Wilma Arizapana              |      | Peru                    | 2:35:09  |           |
| 55    | Jon Kyong-hui                |      | Nordkorea               | 2:35:17  |           |
| 56    | Claire Hallissey             |      | Großbritannien          | 2:35:39  |           |
| 57    | Rehaset Mehari               |      | Eritrea                 | 2:35:49  |           |
| 58    | Julija Andrejewa             |      | Kirgisistan             | 2:36:01  |           |
| 59    | María Elena Espeso           |      | Spanien                 | 2:36:12  |           |
| 60    | Lishan Dula                  |      | Bahrain                 | 2:36:20  |           |
| 61    | Érika Olivera                |      | Chile                   | 2:36:41  |           |
| 62    | Natalia Cerches              |      | Moldau                  | 2:37:13  |           |
| 63    | Linda Byrne                  |      | Irland                  | 2:37:13  |           |
| 64    | Ivana Sekyrová               |      | Tschechien              | 2:37:14  |           |
| 65    | Ava Hutchinson               |      | Irland                  | 2:37:17  |           |
| 66    | Natalia Romero               |      | Chile                   | 2:37:47  |           |
| 67    | Dailín Belmonte              |      | Kuba                    | 2:38:08  |           |
| 68    | Ana Subotić                  |      | Serbien                 | 2:38:22  |           |
| 69    | Sultan Haydar                |      | Türkei                  | 2:38:26  |           |
| 70    | Samira Raif                  |      | Marokko                 | 2:38:31  |           |
| 71    | Kim Mi-gyong                 |      | Nordkorea               | 2:38:33  |           |
| 72    | Remalda Kergytė              |      | Litauen                 | 2:39:01  |           |
| 74    | Lim Kyung-hee                |      | Südkorea                | 2:39:03  |           |
| 74    | Slađana Perunović            |      | Montenegro              | 2:39:07  | NR        |
| 75    | Wolha Dubouskaja             |      | Belarus                 | 2:39:12  |           |
| 76    | Risa Shigetomo               |      | Japan                   | 2:40:06  |           |
| 77    | Amira Ben Amor               |      | Tunesien                | 2:40:13  | NR        |
| 78    | Tanith Maxwell               |      | Südafrika               | 2:40:27  |           |
| 79    | María Peralta                |      | Argentinien             | 2:40:50  |           |
| 80    | Rosa Chacha                  |      | Ecuador                 | 2:40:57  |           |
| 81    | Triyaningsih                 |      | Indonesien              | 2:41:15  |           |
| 82    | Beáta Rakonczai              |      | Ungarn                  | 2:41:20  |           |
| 83    | Constantina Diță             |      | Rumänien                | 2:41:34  |           |
| 84    | Leena Puotiniemi             |      | Finnland                | 2:42:01  |           |
| 85    | Žana Jereb                   |      | Slowenien               | 2:42:50  |           |
| 86    | Mamorallo Tjoka              |      | Lesotho                 | 2:43:15  |           |
| 87    | Gabriela Traña               |      | Costa Rica              | 2:43:17  |           |
| 88    | Zsofia Erdelyi               |      | Ungarn                  | 2:44:45  |           |
| 89    | Jane Suuto                   |      | Uganda                  | 2:44:46  |           |
| 90    | Yolimar Pineda               |      | Venezuela               | 2:45:16  |           |
| 91    | Anikó Kálovics               |      | Ungarn                  | 2:45:55  |           |
| 92    | Kim Seong-eun                |      | Südkorea                | 2:46:38  |           |
| 93    | Vanessa Veiga                |      | Spanien                 | 2:46:53  |           |
| 94    | Dace Lina                    |      | Lettland                | 2:47:47  |           |
| 95    | Katarína Berešová            |      | Slowakei                | 2:48:11  |           |
| 96    | Benita Willis                |      | Australien              | 2:49:38  |           |
| 97    | Claudette Mukasakindi        |      | Ruanda                  | 2:51:07  |           |
| 98    | Luwsanlchündegiin Otgonbajar |      | Mongolei                | 2:52:15  |           |
| 99    | Evelin Talts                 |      | Estland                 | 2:54:15  |           |
| 100   | Konstadina Kefala            |      | Griechenland            | 3:01:18  |           |
| 101   | Ni Lar San                   |      | Myanmar                 | 3:04:27  |           |
| 102   | Juventina Napoleão           |      | Osttimor                | 3:05:07  |           |
| 103   | Caitriona Jennings           |      | Irland                  | 3:22:11  |           |
| DNF   | Desiree Davila               |      | USA                     |          |           |
| DNF   | Tetjana Filonjuk             |      | Ukraine                 |          |           |
| DNF   | Olivera Jevtić               |      | Serbien                 |          |           |
| DNF   | Lucia Kimani                 |      | Bosnien und Herzegowina |          |           |
| DNF   | Lornah Kiplagat              |      | Niederlande             |          |           |
| DNF   | Soumiya Labani               |      | Marokko                 |          |           |
| DNF   | Sharon Tavengwa              |      | Simbabwe                |          |           |
| DNF   | Irvette van Blerk            |      | Südafrika               |          |           |
| DNF   | Mara Yamauchi                |      | Großbritannien          |          |           |
| DOP   | Tetjana Hamera-Schmyrko      |      | Ukraine                 | 2:24:32  | [ 2 ]     |
| DOP   | Wang Jiali                   |      | Volksrepublik China     | 2:35:46  | [ 3 ]     |
| DOP   | Bahar Doğan                  |      | Türkei                  | 2:36:35  | [ 4 ]     |
| DOP   | Ümmü Kiraz                   |      | Türkei                  | 2:43:07  | [ 5 ]     |
| DOP   | Yolanda Caballero            |      | Kolumbien               | DNF      | [ 6 ]     |
| DOP   | Lilija Schobuchowa           |      | Russland                | DNF      | [ 7 ]     |

### Rennverlauf
Der Wettbewerb fand bei regnerischen Bedingungen Außenbedingungen statt. Es wurde von Beginn an ein gleichmäßig hohes Tempo angeschlagen mit 5-km-Abschnitten von um die 17:20 Minuten. Doch das Feld der Läuferinnen blieb noch lange nah zusammen. Die Italienerin Valeria Straneo ergriff die Initiative und setzte sich an die Spitze, das Tempo blieb ähnlich zügig wie vorher und noch konnte sich niemand absetzen.
Kurz nach Hälfte der Strecke kam die Äthiopierin Tiki Gelana bei einer Verpflegungsstation zu Fall, konnte das Rennen aber unbeschadet fortsetzen und zum Feld wieder aufschließen, obwohl die Kenianerin Mary Keitany das Rennen jetzt noch schneller machte. Sämtliche 5-km-Abschnitte wurden von da an unter siebzehn Minuten gelaufen. Jetzt fiel das Feld nach und nach immer weiter auseinander. Zunächst bildete sich eine sechsköpfige Führungsgruppe, die mit Keitany, der Äthiopierin Mare Dibaba, der Kenianerin Edna Kiplagat, Gelana, Priscah Jeptoo (Kenia) und Aselefech Mergia (Äthiopien) alleine aus afrikanischen Läuferinnen bestand. Als erste fiel Mergia aus dieser Gruppe zurück, kurze Zeit später konnte auch Dibaba dem Tempo nicht mehr folgen. Vier Kilometer weiter schloss die Russin Tatjana Petrowa zur Führungsgruppe auf. Zur selben Zeit fiel Kiplagat zurück, aber sie kämpfte sich nach einem weiteren Kilometer wieder heran, verlor jedoch bei Kilometer 35 wieder den Anschluss.
Die Entscheidung musste zwischen den nun vier vorne liegenden Läuferinnen Gelana, Jeptoo, Keitany und Petrowa fallen, deren Vorsprung auf die Verfolgerinnen immer mehr anwuchs. Bis 1500 Meter vor dem Ziel blieben die vier Führenden zusammen, dann musste auch Keitany abreißen lassen. Gelana zog das Tempo jetzt noch einmal an, so konnte sie Petrowa und Jeptoo hinter sich lassen. Ihre Schlusssteigerung sicherte ihr den Olympiasieg mit einem neuen Olympiarekord vor Jeptoo und Petrowa. Auch Jeptoo blieb noch unter dem bis dahin bestehenden olympischen Rekord der Japanerin Naoko Takahashi aus dem Jahr 2000.
Priscah Jeptoo gewann die dritte kenianische Silbermedaille in Folge in dieser Disziplin. Damit war Kenia in der Gesamtzahl der Medaillen – vier – zusammen mit Japan die führende Nation im Marathonlauf der Frauen.

## Video
- Athletics - Women Marathon - Day 9, London 2012 Olympic Games, youtube.com, abgerufen am 14. April 2022